# Psittacula columboides
Psittacula columboides е вид птица от семейство Psittaculidae.

## Разпространение
Видът е разпространен в Индия.